# Vukica Mitić
Vukica Mitić (en serbe en écriture cyrillique : Вукица Митић), née le 7 décembre 1953 à Belgrade où elle est morte le 27 juin 2019,, est une joueuse yougoslave puis serbe de basket-ball.

## Palmarès
- Médaillée de bronze olympique 1980[3]
- Vice-championne d'Europe 1978
- Troisième du championnat d'Europe 1980